# Верлат, Франк
Франк Верлат (Верлаат, нидерл. Frank Verlaat; род. 5 марта 1968, Харлем) — нидерландский футболист.

## Биография
Франк Верлат начал свою футбольную карьеру в своём родном городе Харлем, выступая за местную юношескую команду. В 1986 году Франк попал в амстердамский «Аякс». Дебют Верлата состоялся 10 мая 1987 года в матче против «Утрехта». Но в основном составе Франк практически не играл, за три сезона он провёл в основе 17 матчей, практически всё время Франк выступал за резервный состав. В 1987 году Франк играл в финальном матче кубка обладателей кубок УЕФА против немецкого «Локомотива» из Лейпцига, матч закончился победой «Аякса» 1:0.
В 1989 году Франк перешёл в швейцарский клуб «Лозанна-Спорт», в течение трёх сезонов Верлат был неотъемлемой частью обороны команды проведя 104 матча и забив 15 мячей. В 1992 году Верлат перешёл во французский «Осер». За три сезона Верлат провёл 109 матчей и забил 15 мячей. В 1994 году Франк с «Осером» выиграл кубка Франции переиграв в финале «Монпелье», со счётом 3:0, а в чемпионате Франции сезона 1993/94 стал бронзовым призёром.
В 1995 году Верлат был куплен немецким «Штутгартом», сумма трансфера составила € 2 млн. В первом сезоне Франк не слишком много выходил в основном составе, проведя в чемпионате Германии сезона 1995/96 18 матчей, в которых отличился одним голом, а «Штутгарт» завершил сезон на 10 месте. В 1997 году Верлат стал обладателем кубка Германии, в финале «Штутгарт» победил «Шальке 04», со счётом 3:1. В 1998 году Франк принимал участие в финальном матче кубка обладателей кубка УЕФА, в котором английский «Челси» победил 1:0. В последующих сезонах Франк регулярно выходил в основе «Штутгарта», за четыре сезона в клубе Франк провёл 104 матча и забил 6 мячей.
В 1999 году Франк вернулся в нидерландский «Аякс», трансфер обошёлся амстердамцам в 8,0 млн марок. В «Аяксе» Верлат провёл 21 матч и забил 3 гола в чемпионате Нидерландов сезона 1999/00. В июле 2000 года Франк стал игроком немецкого «Вердер», трансфер немцам обошёлся всего в € 2 млн. В течение трёх сезонов за «Вердер» Франк провёл 81 матч и забил 5 мячей. После окончания контракта Верлат перешёл в австрийскую «Аустрию» из Вены, в «Аустрии» Верлат провёл лишь один сезон, после которого перешёл в «Штурм» из города Грац. С 2004 по 2007 год, Франк провёл 33 матча, в которых дважды отличался голом, в «Штурме» Верлат был одним из самых возрастных игроков. В 2007 году в возрасте 39 лет Франк Верлат завершил свою футбольную карьеру.
В составе национальной сборной Нидерландов Верлат провёл один матч 22 февраля 1995 года против сборной Португалии.

## Статистика

### Матчи Верлата за сборную Нидерландов
| Матчи Верлата за сборную Нидерландов | Матчи Верлата за сборную Нидерландов | Матчи Верлата за сборную Нидерландов | Матчи Верлата за сборную Нидерландов | Матчи Верлата за сборную Нидерландов | Матчи Верлата за сборную Нидерландов |
| ------------------------------------ | ------------------------------------ | ------------------------------------ | ------------------------------------ | ------------------------------------ | ------------------------------------ |
| №                                    | Дата                                 | Соперник                             | Счёт                                 | Голы Верлата                         | Соревнование                         |
| 1                                    | 22 февраля 1995                      | Португалия                           | 0:1                                  | —                                    | Товарищеский матч                    |

Итого: 1 матч / 0 голов; 0 побед, 0 ничьих, 1 поражение.

## Достижения
- Обладатель Кубка обладателей кубков УЕФА: 1987
- Обладатель Кубка Франции: 1994
- Обладатель Кубка Германии: 1997